# Валя-Брадулуй (Хунедоара)
Валя-Брадулуй (рум. Valea Bradului) — село у повіті Хунедоара в Румунії. Адміністративно підпорядковане місту Брад.
Село розташоване на відстані 318 км на північний захід від Бухареста, 31 км на північ від Деви, 91 км на південний захід від Клуж-Напоки, 131 км на схід від Тімішоари.

## Населення
За даними перепису населення 2002 року у селі проживали 838 осіб, усі — румуни. Усі жителі села рідною мовою назвали румунську.